# David G. Compton
David Guy Compton, spesso accreditato come D. G. Compton (Londra, 19 agosto 1930 – Maine, 10 novembre 2023), è stato uno scrittore britannico di fantascienza.

## Biografia
Nato a Londra nel 1930, si è trasferito negli Stati Uniti negli anni '80.
Ha esordito nella narrativa nel 1962 con il giallo Too Many Murderers firmato "Guy Compton" e con questo nome ha pubblicato altri 5 polizieschi; come "Frances Lynch" ha dato alle stampe 5 romanzi gotici, ma è principalmente noto per le sue opere di fantascienza scritte come '"D. G. Compton".
Nel 1980 il suo romanzo L'occhio insonne ha fornito il soggetto per il film La morte in diretta di Bertrand Tavernier.
Autore anche di radiodrammi per la BBC, è morto all'età di 93 anni il 10 novembre 2023 nel Maine.

## Opere

### Firmate Guy Compton
- Too Many Murderers (1962)
- Medium for Murder (1963)
- Dead on Cue (1964)
- High Tide for Hanging (1965)
- Disguise for a Dead Gentleman (1966)
- And Murder Came Too (1967)

### Firmate D. G. Compton
- E scese la morte (The Quality of Mercy, 1965), Piacenza, La tribuna, Collana Galassia N. 237, 1979 traduzione di Piero Anselmi
- Marte, colore di sangue (Farewell, Earth's Bliss, 1966), Piacenza, La tribuna, Collana Galassia N.209, 1975 traduzione di Gianpaolo Cossato e Sandro Sandrelli
- The Silent Multitude (1966)
- Synthajoy (1968), Piacenza, La tribuna, Collana Galassia N.180, 1972 traduzione di Gianpaolo Cossato e Sandro Sandrelli
- The Palace (1969)
- The Steel Crocodile (1970)
- Crononauti (Chronocules, 1971), Milano, Nord, Cosmo Argento N. 47, 1975 traduzione di Paulette Peroni
- L'occhio insonne (The Unsleeping Eye, 1974), Milano, Nord, SF Narrativa d'Anticipazione N. 10, 1977 traduzione di Gianpaolo Cossato e Sandro Sandrelli
- I missionari (The Missionaries, 1975), Piacenza, La tribuna, Collana Galassia N.218, 1976 traduzione di Roberta Rambelli
- A Usual Lunacy (1978)
- Windows (1979)
- Ascendancies (1980)
- Scudder's Game (1988)
- Ragnarok con John Gribbin (1991)
- Terra di nessuno (Nomansland, 1993), Milano, Mondadori, Urania N. 1295, 1996 traduzione di Maria Barbara Piccioli
- Stammering: its nature, history, causes and cures (1993) (saggio)
- Justice City (1994)
- Back of Town Blues (1996)
- Die Herren von Talojz (1997)

### Firmate Frances Lynch
- Twice Ten Thousand Miles (1974)
- The Fine and Handsome Captain (1975)
- Stranger at the Wedding (1976)
- A Dangerous Magic (1978)
- In the House of Dark Music (1979)

## Adattamenti cinematografici
- La morte in diretta (La mort en direct), regia di Bertrand Tavernier (1980) (dal romanzo L'occhio insonne)

## Premi e riconoscimenti

### Finalista
Premio Nebula per il miglior romanzo
- 1971 con The Steel Crocodile[6]

Premio Locus per il miglior romanzo
- 1975 con L'occhio insonne[7]